# 韋世康
韋 世康（い せいこう、531年 - 597年）は、西魏から隋にかけての官僚・政治家。本貫は京兆郡杜陵県。

## 経歴
韋敻の子として生まれた。10歳のとき、州に召されて主簿となった。西魏に仕えて、弱冠にして直寝となり、漢安県公に封じられた。元宝炬の娘の襄楽公主を妻に迎え、儀同三司の位を受けた。北周に入ると、典祀下大夫となり、沔州刺史・硤州刺史を歴任した。北周の武帝が北斉を滅ぼすと、世康を司州総管長史に任じた。1年あまりして、世康は入朝して民部中大夫となり、位は上開府に進み、司会中大夫に転じた。
大象2年（580年）、尉遅迥が乱を起こすと、楊堅（後の隋の文帝）は汾州と絳州の防備を心配して世康を絳州刺史に任じた。隋の開皇元年（581年）2月、世康は礼部尚書となった。まもなく爵位は上庸郡公に進んだ。12月、吏部尚書に転じた。開皇4年（584年）、母の喪に服すため辞職した。服喪が終わらないうちに文帝に復帰を命じられ、強く辞退したが文帝の許しを得られず、吏部の職務に復帰した。開皇7年（587年）、南朝陳に対する征討に先だって襄州刺史に任じられた。開皇9年（589年）2月、安州総管となった。閏月、信州総管に転じた。開皇13年（593年）1月、入朝して再び吏部尚書に任じられた。開皇15年（595年）10月、荊州総管として出された。開皇17年（597年）8月、荊州で死去した。享年は67。大将軍の位を追贈された。諡は文といった。

## 子女
- 韋福子（司隷別駕）
- 韋福嗣（内史舎人、後に罪を受けて左遷された。楊玄感の乱のとき衛玄の下で洛陽城北で戦い、玄感に捕らえられた。玄感のために書いた檄文の内容を煬帝に憎まれ、高陽で車裂された）
- 韋福奨（通事舎人、楊玄感の乱で戦没した）

## 伝記資料
- 『隋書』巻47 列伝第12
- 『北史』巻64 列伝第52